# Избирателно право на жените
Избирателното право на жените или женски суфражизъм е правото на жените да гласуват и да бъдат кандидатирани на свободни демократични избори.
Тези изрази се използват и да означат икономическото и политическото реформистко движение, целящо да разшири гласоподавателните права, така че да включват жените без никакви ограничения или допълнителни изисквания, като притежаване на собственост, издължени данъци или брачен статус. Жените активистки на това движение се наричат суфражетки. Модерният суфражизъм има корени във Франция и датира от 18 век.

## Движение за равни избирателни права на жените в България
Създаването на нова българска държава през 1878 г. след Освобождението от османско владичество не води до автоматични промени в живота на българските жени и техните права. Първата българска конституция от 1879 г. формулира всеобщо избирателно право за всички граждани, но дефиницията на гражданин остава двусмислена и реално изключва жените от правото на глас. Българската държава не гарантира еднакви избирателни права за мъжете и жените.
В края на 19 век пред жените в страната съществуват пречки и пред образованието, което затруднява и отстояването на техните права. По силата на установените традиции, жените не се допускат до избирателните процедури. На 18 декември 1898, Народното събрание гласува и закон, който забранява на омъжените учителки да упражняват своята професия.
Движението за равни избирателни права на жените в България е част и от по-общото движение за права. В края на 19 век се организират първите движения на жените за правото им да учат във висши училища, да гласуват и да се възстановят правата на омъжените учителки.
В началото на 20 век се полагат основите на Съюза на напредничавите жени, който по-късно е преименуван на съюз „Равноправие“. През 1909 г. жените от съюза изпращат петиция до ХІV общо народно събрание, когато се обсъждат промени в изборния закон. Тази петиция поставя началото на дългогодишно движение за равни избирателни права на жените в България. Исканията в петицията са за тълкуване на текстове от Търновската конституция по отношение на значението на „граждани“ и дали жените се включват в тази категория. Димитрана Иванова, основател на русенското движение „Добродетел“, участва активно в дискусиите за конституционните права.
„Няма равенство и справедливост там, дето по рождение едни хора се лишават от обществени права“, заявява Жени Божилова-Патева. 
През 1909 г. със Закона за народната просвета за пръв път се дава право на жените да бъдат избирани в училищните настоятелства, но не могат да участват в гласуването. През 1937 г. се постига частичен успех като „жените майки от законен брак“ получават правото да гласуват в местни избори, но не и да бъдат избирани. През 1938 г. това право се разширява за гласуване в парламентарни избори за жените над 21 години, които са „омъжени, разведени или вдовици“; това не важи за неомъжените жени. Новият Изборен закон дава само активно избирателно право на жените – т.е. да гласуват, но не и да бъдат избирани.
През 1944 г. жените в България придобиват равни избирателни права, а през 1945 г. в XXVI обикновено народно събрание са избрани първите 16 жени за депутати.

### Изявени жени, свързани с борбата за равни права в България
- Жени Божилова-Патева – основател на просветното Бургаско женско дружество „Самосъзнание“
- Димитрана Иванова – първата българка суфражетка
- Анна Карима

## Жени депутати в България
| Период      | Народно събрание | Общ брой депутати | Жени | Процент |
| ----------- | ---------------- | ----------------- | ---- | ------- |
| 1945 – 1946 | ХХVI НС          | 279               | 16   | 5,7%    |
| 1946 – 1949 | VI ВНС           | 465               | 38   | 8,1%    |
| 1950 – 1953 | ХХVII НС         | 239               | 36   | 15%     |
| 1954 – 1957 | ХХVIII НС        | 249               | 39   | 15,7%   |
| 1958 – 1961 | ХХIX НС          | 254               | 41   | 16,1%   |
| 1962 – 1965 | ХХХ НС           | 321               | 65   | 20,2%   |
| 1966 – 1971 | ХХХI НС          | 416               | 70   | 16,8%   |
| 1971 – 1976 | ХХХII НС         | 400               | 75   | 18,7%   |
| 1976 – 1981 | ХХХIII НС        | 400               | 78   | 19,5%   |
| 1981 – 1986 | ХХХIV НС         | 400               | 87   | 21,7%   |
| 1986 – 1990 | ХХХV НС          | 400               | 84   | 21%     |
| 1990 – 1991 | VII ВНС          | 400               | 34   | 8,5%    |
| 1991 – 1994 | ХХХVI НС         | 240               | 34   | 14,1%   |
| 1995 – 1997 | ХХХVII НС        | 240               | 31   | 12,9%   |
| 1997 – 2001 | ХХХVIII НС       | 240               | 27   | 11,9%   |
| 2001 – 2005 | ХХХIX НС         | 240               | 63   | 26,2%   |
| 2005 – 2009 | ХL НС            | 240               | 53   | 22,1%   |
| 2009 – 2013 | ХLI НС           | 240               | 50   | 20,8%   |
| 2013 – 2014 | ХLII НС          | 240               | 59   | 24,6%   |
| 2014 – 2017 | ХLIII НС         | 240               | 46   | 19,2%   |
| 2017 – 2021 | ХLIV НС          | 240               | 57   | 23,8 %  |
| 2021-       | XLV              | 240               | 57   | 23,8 %  |